# 沮授
沮授（？—200年），冀州鉅鹿郡廣平縣人，東漢末年謀士，五帝時黃帝的史官沮誦之後，原為韓馥麾下謀士，袁紹破冀州後成為其重要謀臣，沮授監統內外、威震三軍，提出鄴城對幫助袁紹奪取青州、幽州、并州而統一河北。袁紹入主冀州前，曾多次對韓馥提出抗袁良策，但不被採納。沮授曾對袁紹提出奉迎天子，反對諸子分立，提出三年疲曹的戰略，全部被袁紹拒絕採納。官渡之戰中，沮授提出緩進戰術穩紮穩打，但不被採納。官渡戰敗後被曹軍俘虜，曹操多次向其招降，但沮授感謝曹操厚愛，並以族人在冀州袁紹陣營為由拒絕。最後密謀逃脫事敗被殺。

## 生平

### 效忠韓馥
漢靈帝年間，沮授出仕冀州別駕，舉茂才，並當過兩次縣令。年少有大志，擅長於謀略。曾為韓馥麾下冀州別駕，官拜騎都尉。

### 諫阻韓馥
初平二年（191年），韓馥的部將麴義反叛，韓馥與麴義交戰，結果失利。袁紹既已怨恨韓馥，就與麴義結交。袁紹的謀士逢紀對袁紹説：「做大事業，不佔領一個州，沒法站住腳根。現今冀州強大充實，但冀州牧韓馥才能平庸，可暗中去信給公孫瓚相約他一起攻占冀州，他會率領軍隊南下，韓馥得知後必然害怕恐懼。同時派一名能言善辯的人向韓馥講述禍福。韓馥為突如其來的事情所迫，我們一定可以趁此機會佔據他的位置。」
袁紹認為有道理，隨即寫信給公孫瓚。公孫瓚接着就率兵而來，打着討伐董卓的旗號，計劃暗中偷襲韓馥。袁紹派外甥高幹與穎川人荀諶、郭圖前去遊說同是穎川人韓馥説：「公孫瓚趁着大破烏桓餘威得勝南下歸來，而且各郡都響應公孫瓚。袁紹率領軍隊向東而來，其意圖難以預料。我們為將軍擔心。」韓馥心中恐慌，問他們説：「既然這樣，那該怎麼辦呢？」荀諶説：「請您自己判斷一下，寬厚仁義，能為天下豪傑所歸附，比得上袁氏嗎？」韓馥説：「比不上。」荀諶又問：「那麼，臨危不亂，遇事果斷，智勇過人，你比得上袁紹嗎？」韓馥説：「比不上。」荀諶再問：「數世以來，廣佈恩德，使天下家家受惠，比得上袁家四世三公嗎？」韓馥説：「比不上。」荀諶説：「渤海雖是一個郡，實際上如同一個州。袁紹也是一時之俊傑，將軍這三方面都比不上他，卻又長期在他之上，他必然不會屈居於將軍之下。且公孫瓚統率燕、代兩地的精鋭之眾，其勢不可擋。冀州，是天下物產豐富的重要地區，袁紹要是與公孫瓚合力奪取冀州，兵臨城下，將軍立刻就會陷入危亡的困境。袁紹與將軍是舊交，又曾結盟共討董卓，如今的辦法只有把冀州讓給他。袁紹得冀州後，必然感謝您的厚德，而公孫瓚也無力與他來爭。這樣，冀州到故友手裏，將軍既有讓賢的美名，自身又比泰山還要安穩。希望將軍莫要遲疑。」韓馥性情怯懦，又無主見，於是同意了他們的計策。
韓馥的長史耿武、別駕閔純、騎都尉沮授、治中李歷得知後勸阻韓馥説：「冀州雖然狹小，兵甲尚有百萬人，糧食夠支撐十年。袁紹則是孤客窮軍，仰人鼻息，就如同嬰兒在手上一般，一旦斷了奶，袁紹他們就會立刻餓死，為何要將冀州讓予袁紹？」韓馥説：「我過去曾是袁氏的屬吏，而且才能也比不上袁紹。估量自己的德行而謙讓，這是古人所看重的。各位為什麼覺得不好呢？」在這以前，韓馥的都督從事趙浮、程奐率領率船數百艘，眾萬餘人屯住在孟津，請求出兵抗拒袁紹，深夜敲打着震耳欲聾的鼓聲威脅袁紹，袁紹十分厭惡他們。趙浮等人到後，對韓馥説：「袁本初軍無糧秣，各己離散，雖有張楊、於夫羅初來歸附，卻未肯為其所用，不足與我軍為敵。我們請求親自率兵抗拒他，旬日之間，袁軍必定土崩瓦解；明將軍但當開閤高枕，何憂何懼！」終於，韓馥搬出了官署，又派自己的兒子把冀州牧的印綬送交給袁紹。袁紹聘用田豐為別駕、審配為治中，這兩人比較正直，但在韓馥部下卻鬱郁不得志。此外，袁紹還用許攸、逢紀、荀諶等人為謀士。

### 鄴城謀對
袁紹問別駕從事沮授：「如今賊臣作亂，朝廷西遷，袁家四世三公，決心竭盡全力復興漢室。然而，齊桓公如果沒有管仲就不能成為霸主，勾踐沒有范蠡也不能保住越國。現在我想與您同心合力，共同使國家安定，您要用什麼計策匡正幫助我呢？。」沮授回答説：「將軍弱冠就被朝廷重用，名聲揚名海內。趕上董卓廢立皇帝的時機，將軍奮然生出忠義之心，隻身一人騎馬出奔，使董卓心裹恐懼。您渡過黃河向北，渤海的百姓稽首歸順。您擁有一個郡的軍隊，聚集冀州的人馬，威勢控制黃河以北，名聲為天下推重。假使發兵向東，就可以掃除黃巾；還軍攻打黑山，青州即可平定，就可以滅掉張燕；掉轉兵力向北，就必定能攻滅公孫瓚、劉虞；以威勢脅迫烏丸、鮮卑地區的人，立刻就可以平定匈奴。橫掃黃河以北，合併四州(冀州、青州、幽州、并州)的地盤，收盡英雄人才，擁有百萬人馬，到長安迎接陛下，恢復在洛陽的宗廟，向天下發號施令，征討不服從的人。憑藉這樣的條件爭決勝負，有誰能夠抵擋！數年以後，此功業不難成功。」袁紹聽了非常高興的說：「此我之本心。」，隨即加封沮授為奮威將軍，使他監護諸將。

### 勸迎天子
興平二年（195年），漢獻帝逃出長安東逃洛陽，沮授與田豐進諫建議袁紹迎獻帝，沮授勸説袁紹：「將軍(袁紹)四代五人(袁安、袁敞、袁湯、袁逢、袁隗)擔任三公要職太尉、司徒、司空(汝南袁氏)，歷代以忠義扶助國家。如今天子流離，宗廟毀壞，但觀察各州郡，表面託名義兵，實則圖謀互相攻滅，未有憂慮心存國家關愛百姓的人。而且冀州城大體平定，兵卒強大，士族歸附，應當去西邊迎接大駕，將皇宮定在鄴縣，挾天子而令諸侯，畜養兵馬養精蓄銳來討伐不向朝廷朝拜的人，有誰能夠抵禦呢？」袁紹高興，準備聽從沮授的計策。潁川人郭圖與淳于瓊阻止説：「漢朝王室衰敗，為時已久。現在想振興王室，不也太難了嗎？況且如今英雄同時興起，各自佔領州郡，聯合聚集徒眾，動輒有上萬人，所謂秦失其鹿，先得者王。若迎接天子在身邊，行動就要上奏，服從則權力太小，不服從則抗命不遵，這不是什麼好辦法。」沮授説：「現在迎接天子，合乎道義，又合宜時機，如果不趁早決定，必有人先去迎接。權變不可失去時機，成功在於行動迅速，希望將軍能夠決定！」漢獻帝的登基正統性本來受到袁紹的否定，起初袁紹力保漢少帝不惜與董卓喧囂，所以袁紹沒有采納。曹營的荀彧、毛玠也有迎奉天子的戰略眼光。

### 反對分立
袁紹非常喜歡三子袁尚，讓他跟隨自己身邊治理冀州，準備作為嗣子來培養。同時，袁紹任命長子袁譚為青州刺史，沮授反對，認為是諸子分立是取禍之道也，於是勸諫道：「且年均以賢，德均則卜，古之制也。願上惟先代成敗之戒，下思逐兔分定之義。世稱一兔走衢，萬人逐之，一人獲之，其他人只好罷手，這是因為兔子已經有了名分。選擇繼嗣，眾人年齡相當則從賢德來決定，賢德相當則以卜卦來決定，這是古制。希望您接受前代教訓，思考‘逐兔分定’之意。”袁紹不從，説：「我要讓四人各據一州，來考察他們的能力。」沮授走出袁紹的府門，嘆息道：「禍患至此就要開始了！」後來，曹操表拜袁譚為青州刺史，袁紹又任命次子袁熙為幽州刺史，外甥高幹為并州刺史。袁紹死後，袁尚、袁譚果然因爭位而兄弟鬩牆。

### 穩紮穩打
袁紹有意準備南下進攻挑選精銳步卒十萬，騎兵萬匹，準備進攻許都。沮授與田豐勸阻諫言:「軍隊連年征戰，百姓已經疲困了，儲倉沒有積蓄，賦稅如殷商一樣，此乃我們勢力的憂慮。最好先派遣使者表奏我們攻滅公孫瓚的捷報給天子，使百姓務農耕田。若使者被拒絕入朝許都，我們就上表曹操隔絕我們的王路，「進兵屯駐於黎陽，於黃河南邊的地方建築營寨，打造船筏，製造器械，派遣精銳的騎兵襲擾曹操的邊境，令曹操軍不安，我們以逸待勞。三年內，必定大事可成。」建議利用優勢軍力和地理形勢，對曹操進行持久戰，並緩緩推進，不要急於決戰。
郭圖與審配反對道：「兵法，十則圍之，五則攻之。如今，以主公之神武、河北之強眾，來討伐曹操，易如反掌。如今不滅曹操，以後再圖謀就會有困難了。」
沮授説：「平定動亂，救亂除暴，是為義兵；恃眾憑強，仗勢欺人，是為驕兵。義兵無敵，驕兵敗亡。現在曹操迎天子於許昌，如今我們舉兵南向，是違背道義的。況且，最重要的在於正確決策，而不在力量強弱。而且曹操法令嚴行，兵卒精強，並不是公孫瓚等輩能比較的。如今，放棄萬全之策，而興無名之兵，我實在是為袁公感到憂懼。」
郭圖説：「武王伐紂，不曰不義，何況，出兵是討伐曹公而非討伐天子，並不是師出無名！而且，袁公的文臣武將都竭力盡忠，民眾都想為袁公效力，如果不及時早定大業，實在是思慮的過失啊。天與不取，反受其咎。這正是越王勾踐之所以稱霸、吳王夫差之所以滅亡的道理啊。監軍之計，確實很持重、牢靠，但這不是見機行事的靈活應變啊。」
沮授諫阻出兵，違背袁紹的意旨，郭圖等乘機進饞説：「沮授監管內外，權威撼動三軍，如果他逐漸強盛，又怎麼能控制他呢？有句話叫「臣與主同者昌，主與臣同者亡。」這是《黃石》書中所忌諱的。況且統率軍隊在外的人，不宜參預內政。」於是，袁紹分化沮授監軍的權力為三都督，讓沮授與郭圖、淳于瓊各典一軍，還未來得及實行。

### 忠言不用
在官渡之戰前夕，沮授就集合宗族，散盡其財並說：「袁紹的在官渡勝利的話，沮授他們就會有威無不加，但戰敗的話連自身也不能保住，真是哀嘆。」沮授的弟弟沮宗不認同說：「曹操的兵馬不足我們，兄長你害怕什麼呢？」但沮授看得出曹操的雄才說：「以曹操的雄才偉略，又有挾天子為資本，我們雖然攻滅公孫瓚，但軍士疲倦，主公驕橫，軍隊的破敗正在這一舉。揚雄説：「六國蚩蚩，為嬴弱姬」，就是這樣。」

### 持久緩戰
官渡之戰時，袁紹進軍黎陽，遣顏良攻劉延，沮授反對勸說：「顏良性格急促衝動，雖驍勇善戰但不可獨領一軍。」反對以顏良獨自領軍，但袁紹不聽。後曹操救劉延，斬殺顏良。在袁紹渡過黃河之前，沮授又認為袁軍應該留守延津，分兵進攻官渡，若然戰勝，再增兵官渡也不遲。如果失利，兵眾也可以安全撤離。袁紹不聽。渡河之前，沮授哀嘆道：「主上(袁紹)剛愎自用，部下(郭圖審配等人)貪功奪利，悠悠黃河，我的命運不知道在何方啊！」於是稱病不見，袁紹因此憎恨他，將沮授其所餘部隊交由郭圖統領。
袁紹渡河後，駐屯延津南，遣劉備、文醜向曹軍挑戰，曹操領軍擊破，文醜更被曹軍擊殺，震撼袁紹軍。後曹操回到官渡，沮授向袁紹說：「北方軍隊（袁軍）人多勢眾，但果敢衝勁，不比南軍（曹軍），而南軍人數較少，武器糧草比不上北軍。南軍利於速戰速決，北軍利於持久緩戰。我們應當拖住戰事，以拖待變。」建議以持久緩進的戰術來消耗曹軍，但袁紹又不聽從。

### 外表護糧
袁紹攻曹操，合戰獲勝，曹軍退回官渡本營進行固守。於是，袁紹以井欄射箭入曹營，但後為曹軍發石車擊破，發石擊破櫓樓。袁軍又掘地道，曹軍就挖長溝。曹軍糧草將盡，士卒疲乏，曹操寫信給荀彧，商議要退守許都。曹軍在與袁紹相持日久，百姓疲乏，多叛應袁紹，曹軍缺乏糧食。當時，袁紹派遣淳于瓊領軍帶領運糧車。沮授建議：「可另遣蔣奇率領支援軍隊在運糧軍隊的外表，以斷絕曹軍的劫掠。」但袁紹又不從。

### 忠袁拒曹
袁軍崩潰敗逃，袁紹與袁譚退兵北渡黃河，沮授來不及還軍北逃而被俘，被押見曹操，沮授大呼：「沮授不降，只不過被你的將士抓住了。」曹操與沮授有舊交情，對沮授説：「分野殊異，因此相互隔絕，沒想到今日會把您擒住。」沮授回答：「袁冀州(袁紹冀州牧)失策，自己導致敗走。沮授智識能力有限，自然被擒。」曹操説：「袁紹無謀，不能用您的計策。如今天下大亂，國家尚未安定，我正想與您共圖大事。」沮授説：「我叔父、母親、弟弟性命懸於袁氏，若蒙您的厚愛，請速速將我處死，這才是我的福氣。」曹操嘆道：「孤如果能早點得到你，那天下也不足慮了。」於是赦免沮授，並給他優厚的待遇。不久後，沮授密謀回到河北的袁紹陣營，事敗被殺。

## 家庭
- 沮宗，沮授之弟，官渡之戰前沮授擔憂袁紹可能會敗，沮宗不認同沮授之言反駁，但沮授亦不同意沮宗之言並反駁之。
- 沮鵠，沮授之子，袁尚將領，曾守邯鄲，但被曹軍擊破。

## 影視
- 中國中央電視台電視劇《三國演義》（1994年）：王志強
- 电视剧《曹操》（1999年）：李清泉
- 电视剧《曹操》（2014年）：曹睁

## 評價
- 曹操：“孤不早相得，天下不足慮。”（《三國志·袁紹傳》）
- 孫盛：“觀田豐、沮授之謀，雖良、平何以過之？故君贵审才，臣尚量主。君用忠良，则伯王之业隆；臣奉暗后，则覆亡之祸至。存亡荣辱，常必由兹。丰知绍将败，败则己必死，甘冒虎口，以尽忠规。烈士之于所事，虑不存己。夫诸侯之臣，义有去就。况丰与绍非纯臣乎？《诗》云：‘逝将去汝，适彼乐土。’言去邦，就有道可也。”（《三國志·袁紹傳》）
- 朱敬则：“神人无功，达人无迹。张子房元机孤映，清识独流。践若发机，应同急箭；优游澹泊，神交太虚，非诸人所及也。至若陈平、荀彧、贾诩、荀攸、程昱、郭嘉、田丰、沮授、崔浩、张宾等，可谓天下之菁英。帷幄之至妙，中权合变，因败为功，爰自秦汉，讫於周隋。”
- 陈普：“袁曹相与隔王路，四世三公恩海深。当时惟有管宁是，谩对黄河叹此心。”
- 郝经：“沮授、田丰计画不用，而不能去，卒蹈其难，其犹在亚父之后乎。”
- 胡三省：“使紹能用授言，曹其殆乎！”（《資治通鑒卷六十三·獻帝建安四年》）
- 罗贯中：“河北多名士，忠贞推沮君。凝眸知阵法，仰面识天文。至死心如铁，临危气似云。曹公钦义烈，特与建孤坟。”
- 林国赞：“袁氏诸臣，田丰外，莫忠于授，后以身殉。”
- 何兹全：“沮授、荀彧和诸葛亮一样，都是三国时期第一流的智慧人物。”